# Paul Herrmann (historyk)
Stefan Paul Herrmann (ur. 15 lipca 1905 w Szczecinku, wówczas Neustettin, zm. 15 sierpnia 1958 w Berlinie) – niemiecki historyk i popularyzator historii.
Był autorem popularnonaukowych książek o historii odkryć geograficznych. Dwie jego książki ukazały się w języku polski w serii Rodowody Cywilizacji.
Przetłumaczył również z języka greckiego powieść Emmanuela Roidisa Papież Joanna w 1938.
Książki Herrmanna:
- Sieben vorbei und acht verwecht: Das Abenteuer der frühen Entdeckungen (1952), wyd. polskie Siódma minęła, ósma przemija: Przygody najwcześniejszych odkryć Państwowy Instytut Wydawniczy, 1959 (tłum. Kazimierz Rapaczyński)
- Zeigt mir Adams Testament: Wagnis und Abenteuer der Entdeckungen (1956), wyd. polskie Pokażcie mi testament Adama: Na szlakach nowożytnych odkryć geograficznych Państwowy Instytut Wydawniczy, 1961 (tłum. Kazimierz Rapaczyński)
- Das grosse Buch der Entdeckungen: Wagemut und Abenteuer aus 3 Jahrtausenden (1958)
- Träumen, Wagen und Vollbringen: Das Abenteuer der neuen Entdeckungen (1959)